# 1000 mankai no kiss
1000 mankai no kiss (jap. 1000万回のキス 1000 mankai no kisu) – trzydziesty piąty singel japońskiej piosenkarki Mai Kuraki, wydany 9 marca 2011 roku. Utwór tytułowy został wykorzystany w reklamie Esprique Precious firmy KOSE. Singel osiągnął 4 pozycję w rankingu Oricon i pozostał na liście przez 7 tygodni, sprzedał się w nakładzie 25 013 egzemplarzy.

## Lista utworów
| Nr | Tytuł                                                                                      | Słowa      | Kompozycja | Aranżacja       | Czas |
| -- | ------------------------------------------------------------------------------------------ | ---------- | ---------- | --------------- | ---- |
| 1. | "1000 mankai no kiss" (jap. 1000万回のキス)                                                | Mai Kuraki | Aika Ōno   | Takeshii Hayama | 5:03 |
| 2. | "Sayonara wa mada iwanaide" (jap. さよならは まだ言わないで)                               | Mai Kuraki | FOOTBREAD  | Sang Hyun Park  | 4:38 |
| 3. | "1000 mankai no kiss -Instrumental-" (jap. 1000万回のキス -Instrumental-)                  |            | Aika Ōno   | Takeshii Hayama | 5:03 |
| 2. | "Sayonara wa mada iwanaide -Instrumental-" (jap. さよならは まだ言わないで -Instrumental-) |            | FOOTBREAD  | Sang Hyun Park  | 4:38 |

## Notowania
| Lista                        | Pozycja |
| ---------------------------- | ------- |
| Oricon Daily Singles Chart   | 3       |
| Oricon Weekly Singles Chart  | 4       |
| Oricon Monthly Singles Chart | 16      |
| CDTV                         | 4       |